# 코칸트 칸국
코칸트 칸국(우즈베크어: Qo'qon Xonligi, خوقند خانلیغی, 浩罕汗国, Кокандское ханство)은 우즈베크족이 중앙아시아에 세웠던 3대 칸국(코칸트 칸국, 부하라 칸국, 히바 칸국) 가운데 하나이다. 18세기와 19세기에 옛 페르가나의 땅을 영역으로 한 나라이다. 수도는 코칸트(Kokand)로, 이 도시는 서투르키스탄에서는 비교적 새로운 도시이며, 유명하게 된 것은 이 칸국의 수도가 되면서부터이다.
17세기까지의 페르가나에는 호자가(家)의 정권이 분립되어 있었는데, 1709∼1710년 우즈베크족의 수장이 그들을 평정하여 코칸트 한국을 세워, 그 후계자에 의하여 페르가나 전역이 통일되었다. 그러나 준가르부·위구르부를 지배하고 있던 청나라 영토가 되어서 1759년에는 그 종주권을 인정하고 반세기 동안 공물과 사신을 보냈다. 그러나 그동안에 국세가 확충되어 북방으로 영토를 넓혔고, 동시에 청조에 대해서도 공물과 사신의 파견을 폐지하고, 1831년에는 청조로부터 무역의 면세 특권을 얻어 전성기를 맞이하였다.
그러나 19세기 후반기에 들어 내란의 빈발, 부하라 칸국의 압박과 러시아의 진출로 쇠퇴 일로에 있다가, 1875년 칸국 내에서 일어난 반란을 구실로 출병한 러시아의 투르키스탄 총독 콘스탄틴 폰 카우프만 휘하의 군대에 의해 수도 코칸트가 함락되었다. 그 후 러시아에 병합된 뒤, 튀르키스탄 성의 한 주가 되었다.

## 같이 보기
- 부하라 토후국
- 히바 칸국
- 러시아령 투르키스탄

## 참고 자료
- 이 문서에는 다음커뮤니케이션(현 카카오)에서 GFDL 또는 CC-SA 라이선스로 배포한 글로벌 세계대백과사전의 내용을 기초로 작성된 글이 포함되어 있습니다.